# Marbrerie (métro de Lille)
Marbrerie est une station de métro française de la ligne 1 du métro de Lille. Située à Lille, elle dessert le quartier de Fives. Elle est mise en service le 25 avril 1983.

## Situation
C'est la première station de la ligne 1, en partant de Quatre Cantons - Stade Pierre-Mauroy, proprement implantée à Lille (si celles d'Hellemmes, commune associée, ne sont pas prises en compte).
Elle est située sur la ligne 1 entre les stations Mairie d'Hellemmes et Fives à Lille.

## Histoire
La station est inaugurée le jour du passage de François Mitterrand, le 25 avril 1983.
Le 3 mai 2011, la première station de V'Lille y a été installée.
Des travaux sont mis en place en 2015 pour le prolongement des quais pour les faire atteindre 52 mètres afin d'accueillir des rames de quatre voitures. Bien que les travaux soient achevés en 2020, la partie étendue demeure cloisonnée du fait du retard de mise en circulation des nouvelles rames. En novembre 2021, le quai en direction de CHU - Eurasanté est néanmoins ouvert au public dans sa totalité tandis que le deuxième demeure fermé.

## Service aux voyageurs

### Accueil et accès
La station est située rue Pierre-Legrand, une des deux rues principales du quartier de Fives.
Station entièrement souterraine, elle dispose de plusieurs entrées et sorties disposées de part et d'autre de la rue Pierre-Legrand et de deux ascenseurs en surface. Elle comporte deux niveaux : le niveau -1 (vente et compostage des tickets puis choix de la direction du trajet) et le niveau -2 (accès aux quais).

### Intermodalité
Une station V'lille est située à proximité de la station.
En dehors des heures de fonctionnement du métro, la station est desservie par la ligne de nuit N1.

## L'art dans la station
La Société française d’études et de réalisation de transports urbains confie la réalisation de l'ouvrage d'art à Jean-Rémy Locret. L'artiste, qui a déjà réalisé des œuvres pour la Régie autonome des transports parisiens, conçois une animation en bois de charpente.
- Architecture intérieure

"Architecture
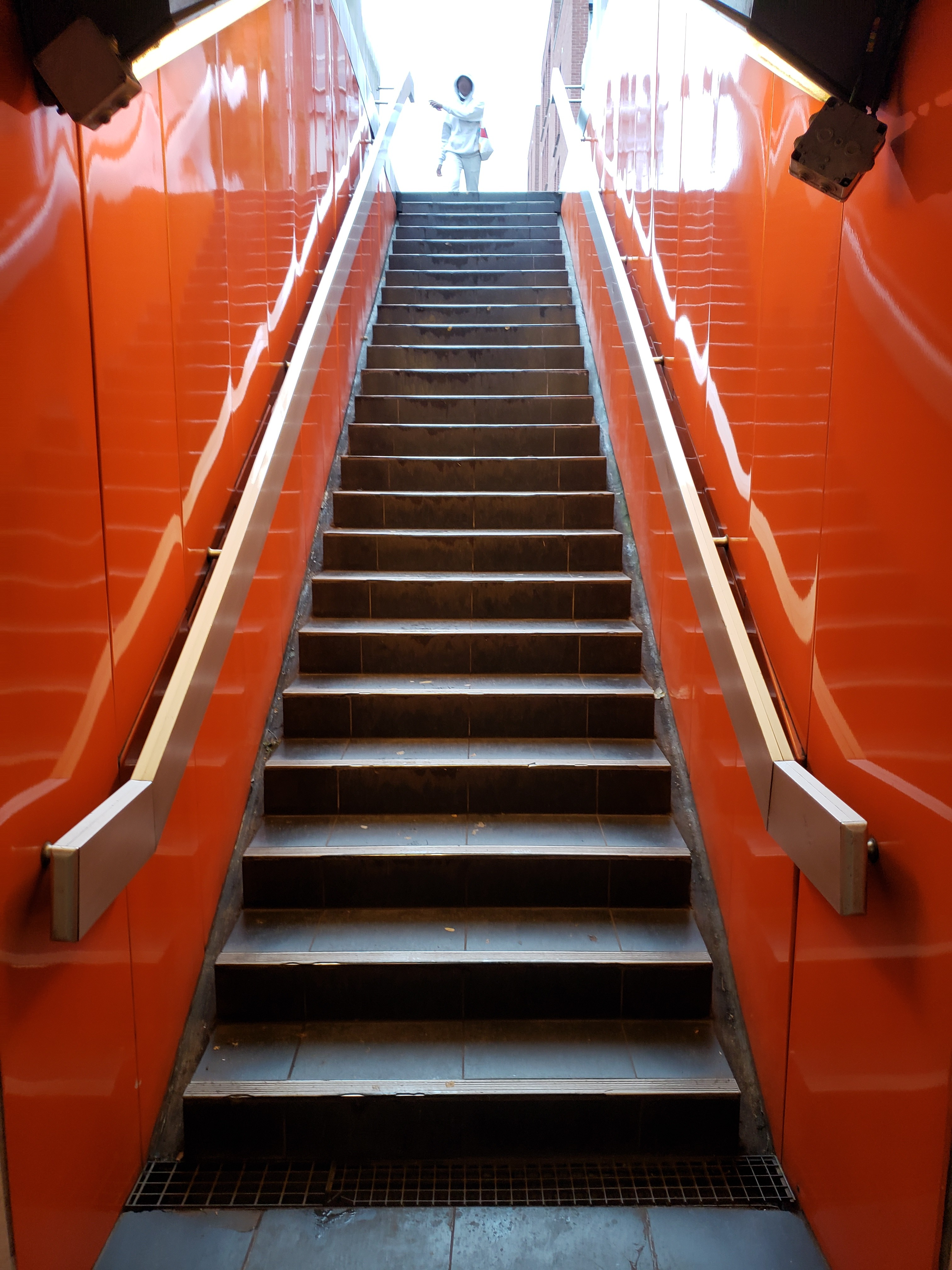
Vue en contrebas d'un accès à la station
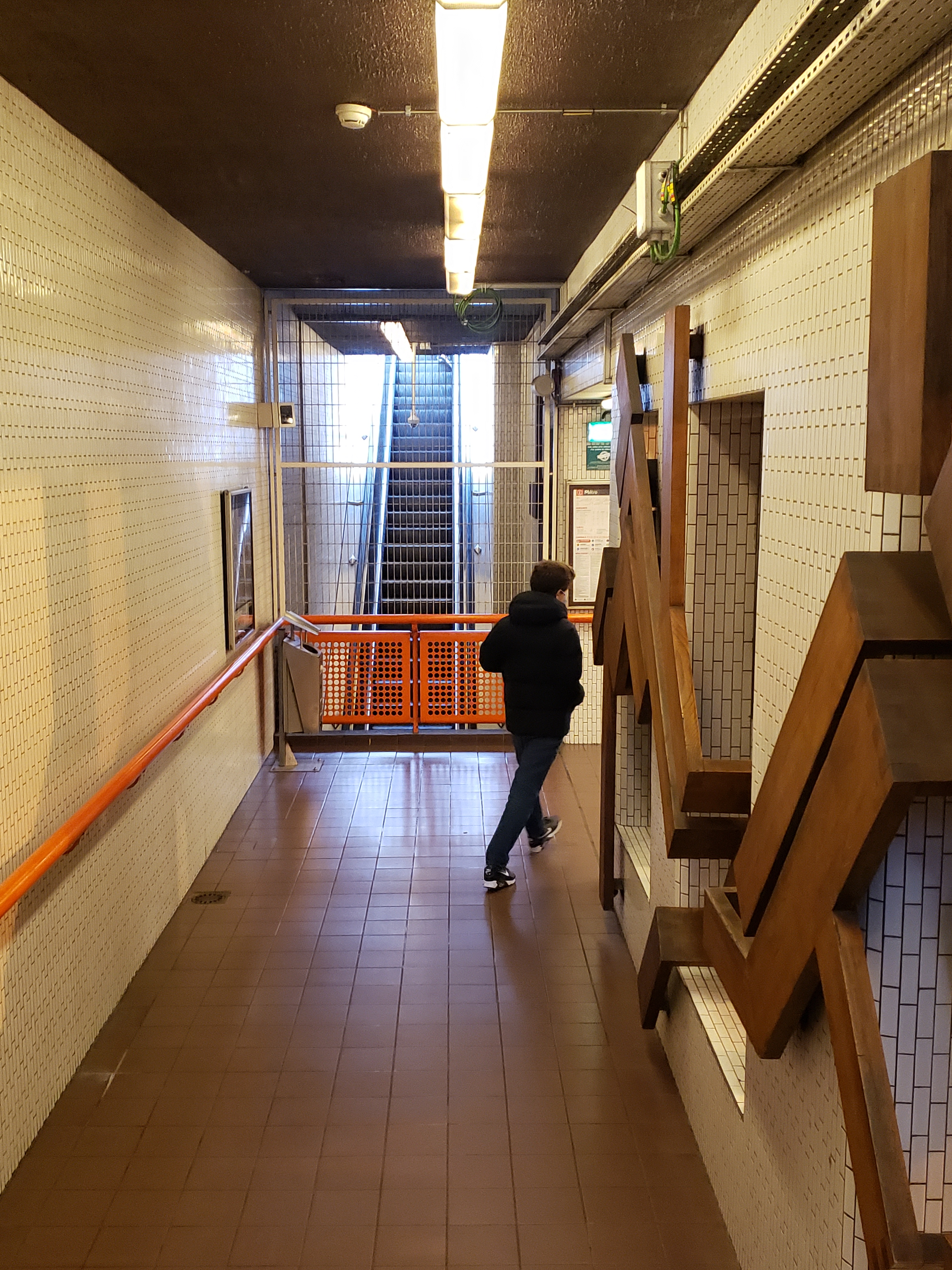
Vue d'un couloir d'accès à la mezzanine
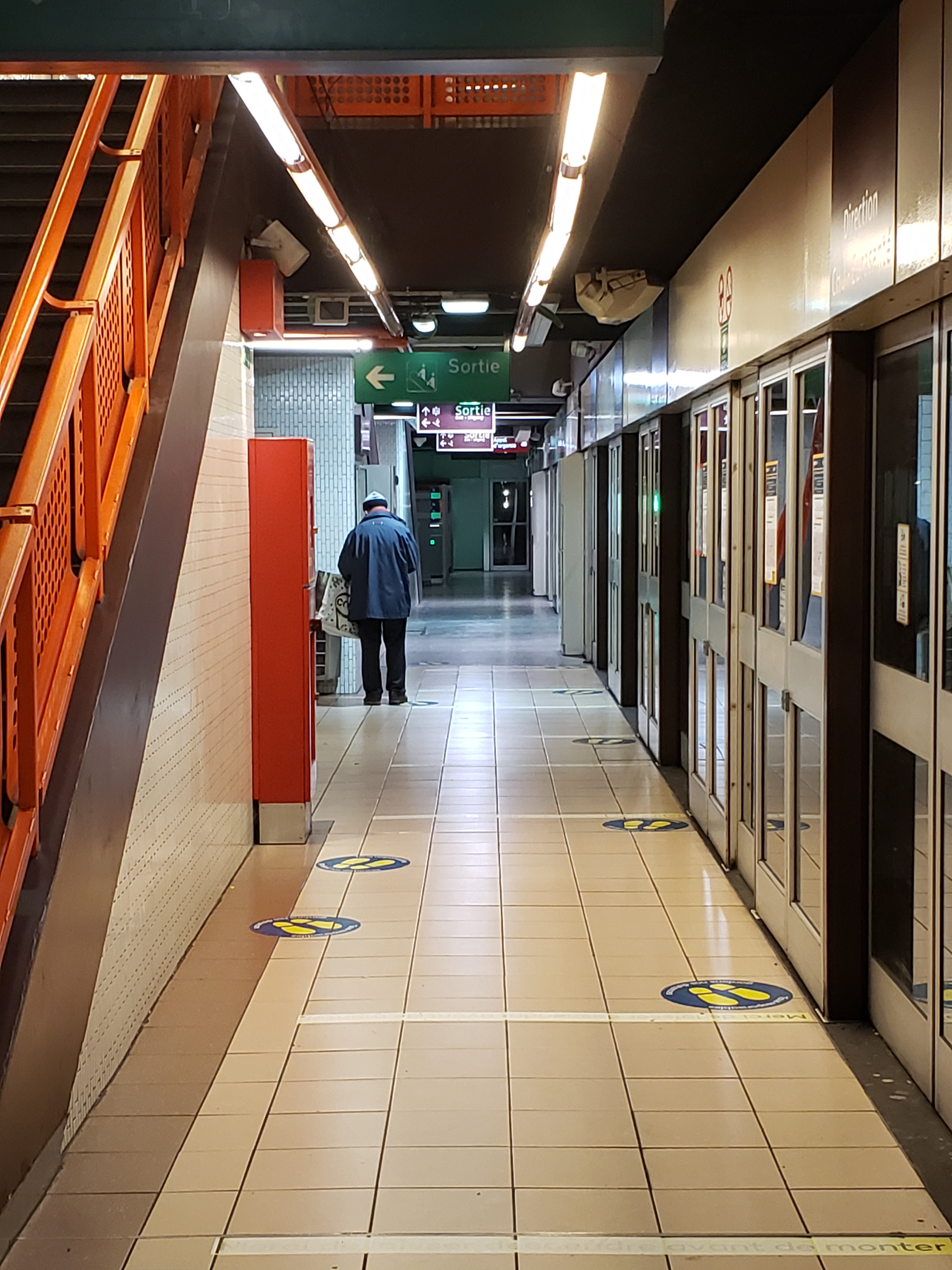
Vue générale du quai en direction de CHU - Eurasanté

## À proximité
La station se situe à proximité de l'Espace Marx Nord.